# Socrate le Scolastique
Pour les articles homonymes, voir Socrates (homonymie).
 (mars 2021).
Si vous disposez d'ouvrages ou d'articles de référence ou si vous connaissez des sites web de qualité traitant du thème abordé ici, merci de compléter l'article en donnant les références utiles à sa vérifiabilité et en les liant à la section « Notes et références ».
Socrate le Scolastique ou Socrate de Constantinople (Constantinople, c. 380 - 450) était un historiographe chrétien de langue grecque. Il est, avec Eusèbe de Césarée, Sozomène, Théodoret de Cyr et Évagre le Scholastique, l’un des grands historiens de l’Antiquité chrétienne. Son Histoire ecclésiastique, qui a été publiée probablement vers 439/440, entend être une histoire du christianisme sous tous ses aspects plutôt que de l’Église au sens strict. Cette vision large s’explique sans doute parce qu'il appartenait au groupe des novatiens et était donc en marge de l’Église « officielle » ; de là son intérêt et sa tolérance vis-à-vis de tous les groupes et mouvements se situant dans la mouvance chrétienne. Elle s’explique aussi par le souci qu’a Socrate d’intéresser un très large public.

## Histoire Ecclésiastique
L’Histoire ecclésiastique de Socrate entend poursuivre celle d'Eusèbe de Césarée : elle commence donc avec le règne de Constantin Ier (306-337) pour s'achever en 438, sous Théodose II. Elle couvre la même période que l'Histoire ecclésiastique de Sozomène et celle de Théodoret de Cyr.
Le livre I est entièrement consacré au règne de Constantin, dont l'ascension vers le pouvoir est brièvement évoquée, avant que soient passés en revue les événements importants de l'histoire du christianisme sous son long règne : le concile de Nicée (325), la politique religieuse de l'empereur, quelques-unes des grandes figures épiscopales et monastiques du temps, la conversion de peuples barbares (Axoumites, Géorgiens), la découverte du tombeau et de la croix du Christ, les problèmes suscités par le concile en Orient. Socrate offre l'avantage de citer in extenso nombre de documents importants, lettres d'évêques, de l'empereur, du concile ; d'autre part son Histoire, à l'inverse d'autres, n'est pas une histoire de combat, mais fait preuve d'un certain irénisme, dû sans doute à l'appartenance de son auteur à l'Église dissidente (mais fidèle à Nicée) des novatiens.
Le livre II couvre les règnes des fils de Constantin (337-361), le livre III ceux de Julien et Jovien (361-364). Comme dans le livre I, l'histoire générale sert de cadre à l'histoire ecclésiastique. Le livre II mentionne quelques événements politiques, concernant surtout le règne de Constance II. Le livre III s'étend davantage sur Julien et sa politique : un long chapitre relate sa carrière avant son accession à l'empire, sa politique religieuse est aussi longuement rapportée ; l'expédition de Perse et la mort de Julien, l'avènement de Jovien et sa mort, donnent lieu à des récits plus brefs. Mais l'essentiel reste consacré à l'histoire ecclésiastique.
La crise arienne tient naturellement une place considérable dans ces livres, en particulier dans le livre II. Plusieurs des nombreux conciles qui suivirent celui de Nicée – celui d'Antioche de 341, dit de la Dédicace, ceux de Sardique (343), de Sirmiuin (351 et 357), de Milan (355), de Rimini (359), de Séleucie (359), de Constantinople (360), d'Antioche (361), d'Alexandrie (362), des Macédoniens, d'Antioche (363) donnent lieu à de copieuses notices, plusieurs des confessions de foi qui les préparent ou qu'ils produisent sont citées in extenso. Dans le livre III, une des mesures de Julien, l'interdiction faite aux chrétiens d'enseigner, donne à Socrate l'occasion d'un long excursus qui est un vibrant plaidoyer pour la culture classique.
Le livre IV couvre les règnes de Valentinien Ier (364-375) et de Valens (364-378), ainsi que le début des règnes de Gratien et Valentinien II. Les séquelles de la crise arienne y tiennent encore une place notable, mais Socrate ne s'attarde guère sur les problèmes de définition de la doctrine ; il s'attache plutôt à décrire les persécutions subies par les Nicéens. Un important chapitre est consacré aux moines d'Égypte, et notamment à Évagre le Pontique.
Le livre V couvre la fin du règne de Gratien (378-383) et le règne de Théodose Ier (379-395), dont la carrière politique et le rôle dans le rétablissement de l'orthodoxie nicéenne sont largement soulignés (conciles de Constantinople de 381 et 383). Ce livre renseigne aussi sur la situation de plusieurs Églises dissidentes et sur la grande variété d'usages liturgiques existant alors dans les Églises. Socrate passe sous silence les lois de Théodose Ier contre les païens, mais relate la destruction du Sérapéum d'Alexandrie.
Le livre VI couvre le règne d'Arcadius (395-408). Il est en grande partie consacré à l'histoire de Jean Chrysostome. Son intérêt réside dans le jugement critique que porte Socrate sur la personne et les actions de l'évêque. Tout en s'efforçant à l'impartialité de l'historien, Socrate reflète donc en partie l'opinion négative des opposants de Jean à Constantinople.
Le livre VII couvre le règne de l'empereur Théodose II jusqu'en 438, où l'historien met volontairement un terme à son récit. Les données d'histoire profane y sont plus nombreuses. Plusieurs chapitres concernent les juifs ; quelques-uns sont révélateurs de la dégradation des rapports entre juifs et chrétiens, attestée aussi par plusieurs lois de Théodose II.
Les données d'histoire proprement ecclésiastique sont de caractère très divers. La plupart concernent des évêques, le plus souvent ceux des grands sièges. Plusieurs chapitres, généralement critiques, mettent en scène Cyrille d'Alexandrie. L'assassinat d'Hypatie est relaté sans que lui soit attribuée une responsabilité directe, mais Socrate relève que ce meurtre lui valut un grand blâme, ainsi qu'à son Église.
Les données qui concernent Constantinople sont les plus fournies. Socrate parle longuement des cinq évêques qui se succèdent sur le siège de la capitale durant cette période. Dans ce livre surtout, le novatien Socrate insiste sur leur attitude envers les Églises dissidentes et blâme ceux qui les persécutent. Or ces persécutions pouvaient s'appuyer sur un arsenal législatif sans cesse renouvelé et durci depuis Théodose Ier, dont l'historien pourtant ne dit mot. Ainsi Nestorius est critiqué pour avoir persécuté les dissidents ; en revanche, Proclos, toujours en place au moment où Socrate écrit son ouvrage, est loué pour son attitude qui consiste à les gagner par la patience plutôt que par la force. De l'empereur aussi, Socrate loue la douceur, s'efforçant de faire croire qu'il n'est pour rien dans la politique de répression.
Son ouvrage est ainsi un appel à la tolérance, facteur de paix dans tous les domaines, un manifeste pour la liberté religieuse. « L'appel à la paix et à la tolérance adressé tout au long de ce septième livre semblerait bien accréditer la thèse selon laquelle Socrate devait être novatien. De plus bien des détails édifiants sur les membres de ce "parti" permettent aussi de le penser. »

## Œuvres
- Texte grec et traduction française :
  - Socrate de Constantinople, Histoire ecclésiastique, livres I, Texte grec de G.C. Hansen (GCS) – Traduction par Pierre Périchon et Pierre Maraval, coll. « Sources chrétiennes », no  477, Éditions du Cerf, Paris, 2004.
  - Socrate de Constantinople, Histoire ecclésiastique, livres II-III, Texte grec de G.C. Hansen (GCS) – Traduction par Pierre Périchon, et Pierre Maraval, coll. « Sources chrétiennes », no  493, Éditions du Cerf, Paris, 2005.
  - Socrate de Constantinople, Histoire ecclésiastique, livres IV-VI, Texte grec de G.C. Hansen (GCS) – Traduction par Pierre Périchon, et Pierre Maraval, coll. « Sources chrétiennes », no  505, Éditions du Cerf, Paris, 2006.
  - Socrate de Constantinople, Histoire ecclésiastique, livres VII, Texte grec de G.C. Hansen (GCS) – Traduction par Pierre Périchon, et Pierre Maraval, coll. « Sources chrétiennes », no  506, Éditions du Cerf, Paris, 2007.